# رودخانه چولیم

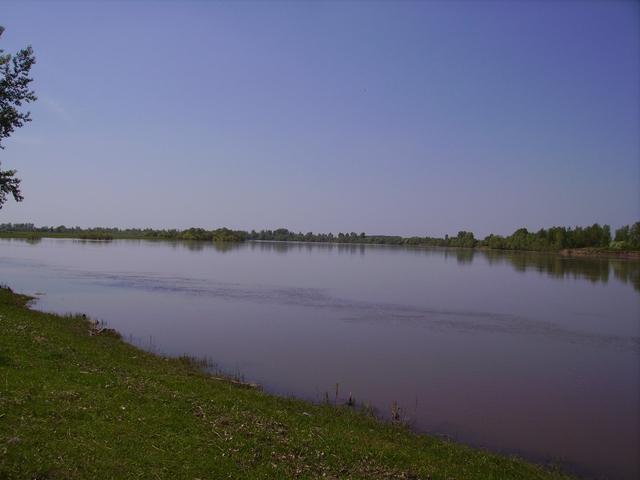
رودخانه چولیم در نزدیکی آچینسک.

چولیم (به روسی: Чулым) رودخانه‌ای است در سرزمین کراسنویارسک و استان تومسک روسیه. چولیم از شاخه‌های دست‌راستی رودخانه اُب است.
درازای چولیم ۱۷۹۹ کیلومتر و حوضه آبریز آن ۱۳۴٬۰۰۰ کیلومتر مربع است.
رود چولیم در محلی به نام اوست-چولیم به اُب می‌ریزد. شهرهایی که در امتداد رود چولیم قرار گرفته‌اند عبارت‌اند از نازاروف، آچینسک و آسینو.